# Parafia św. Wawrzyńca w Królowym
Parafia pw. św. Wawrzyńca w Królowym – parafia rzymskokatolicka znajdująca się w Królowym. Należy do dekanatu Głubczyce diecezji opolskiej.
Parafię obsługuje proboszcz parafii św. Marii Magdaleny w Zawiszycach.

## Historia
Obecny kościół został wybudowany w latach 1847–1849. Kościół jest późnoklasycystyczny, orientowany (ołtarz główny w stronie wschodniej). Wieża kościelna jest rozdzielona gzymsami na 5 kondygnacjach. Zachowało się urządzenie kościoła z XIX wieku. Są tu rzeźby św. Piotra i Pawła, Matki Boskiej Niepokalanego Poczęcia, obrazy św. Wawrzyńca, Matki Boskiej Szkaplerznej, św. Jana Nepomucena, Adoracja Ducha Świętego.
Parafia należała pierwotnie do diecezji ołomunieckiej, znajdując się na terenie tzw. dystryktu kietrzańskiego, który do diecezji opolskiej został włączony w 1972.